# Zope Object Database
Zope Object Data Base (ou ZODB) é um banco de dados transacional orientado a objetos livre utilizado pelo servidor de aplicação Zope para armazenamento transparente de objetos Python. É incluso como parte do servidor de aplicações web Zope, mas também pode ser usado independentemente.
Características do ZOBD incluem: transações, histórico/cancelamento, armazenamento transparente conectável, cache embutido, controle de concorrência multiversão (MVCC) e escalabilidade através da rede (usando ZEO).
O ZODB é um repositório de dados Python maduro que possui centenas e milhares de sistemas rodando sobre ele atualmente.

## História
- Criado por Jim Fulton da Zope Corporation em 1990
- Iniciado como um Sistema de Persistência de Objetos (POS) simples durante o desenvolvimento do Principia (que mais tarde se tornou o Zope)
- A persistência do ZODB impulsiona a ExtensionClass que foi a precursora para a atual implementação de metaclasse Python
- O ZODB 3 foi renomeado quando uma mudança significativa na arquitetura foi realizada
- O ZODB 4 foi um projeto de vida curta para reimplementar o pacote ZODB 3 utilizando 100% Python

## ZEO
ZEO (Zope Enterprise Objetcts) é uma implementação de armazenamento do ZODB que permite que múltiplos processos-cliente persistam objetos em um único servidor ZEO. Isto possibilita escalagem transparente, mas o servidor ZEO ainda é um único ponto de falha.

## Armazenamento conectável
- Armazenamento em rede (aka ZEO) - Permite que múltiplos processos Python carreguem e armazenem instâncias persistentes concorrentemente
- Armazenamento de arquivo - Permite que um único processo Pyhton altere um arquivo no disco
- relstorage - Permite que o armazenamento persistente de fundo seja um SGBDR
- Armazenamento de diretório - Cada dado persistente é armazenado como um arquivo separado no sistema de arquivos. Semelhante ao FSFS no Subversion.
- Armazenamento Demo - Um backend em memória para armazenamento persistente
- DBDStorage - Utiliza o backend Berkeley DB. Atualmente abandonado.

Tecnologias de correção de falhas
- Serviços de Replicação do Zope (ZRS) - Um complemento comercial que remove o único ponto de falha, fornecendo backup atualizado para escretas e balanceamento de carga para leituras.
- zeroaid - Uma solução opensource que fornece um servidor proxy que distribui armazenamento e recuperação de objetos através de uma série de servidores de rede.
- relstorage - como tecnologias de SGBDR são utilizadas isto elimina a necessidade do servidor ZEO